# Enzo Vial Collet
Enzo Vial Collet, né le 31 mars 1993 à Cayenne en Guyane, est un nageur français.

## Carrière
Il remporte aux Championnats de France de natation 2013 à Rennes la médaille d'or du 1 500 mètres nage libre.